# Park féminin aux Jeux olympiques d'été de 2020
Cet article traite de l'épreuve féminine. Pour la compétition masculine, voir Park masculin aux Jeux olympiques d'été de 2020.
Pour des articles plus généraux, voir Jeux olympiques d'été de 2020 et Skateboard aux Jeux olympiques.
Navigation
Paris 2024
L'épreuve féminine de park en skateboard aux Jeux olympiques d'été de 2020 à Tokyo a lieu le 4 août 2021, au Parc de sports urbains d'Ariake.

## Médaillés
| Or              | Argent        | Bronze    |
| Sakura Yosozumi | Kokona Hiraki | Sky Brown |

## Format de la compétition
Les skateuses disputent un tour de qualification à l'issue duquel les 8 meilleures se qualifient pour la finale.
Elles effectuent chacun 3 runs et seul le meilleur score est retenu.

## Programme
L'épreuve féminine de park se déroule sur une journée selon le programme suivant :
Tous les horaires correspondent à l'UTC+9
| Date                 | Horaire | Manche         |
| -------------------- | ------- | -------------- |
| Mercredi 4 août 2021 | 09 h 00 | Qualifications |
| Mercredi 4 août 2021 | 12 h 00 | Finale         |

## Résultats

### Qualifications
Les huit premières se qualifient pour la finale.
| Rang | Série | Skateuse             | Nation          | Run   | Run   | Run   | Notes |
| Rang | Série | Skateuse             | Nation          | 1     | 2     | 3     | Notes |
| ---- | ----- | -------------------- | --------------- | ----- | ----- | ----- | ----- |
| 1    | 4     | Misugu Okamoto       | Japon           | 54.31 | 55.59 | 58.51 | Q     |
| 2    | 3     | Sky Brown            | Grande-Bretagne | 55.26 | 57.40 | 40.03 | Q     |
| 3    | 2     | Kokona Hiraki        | Japon           | 49.44 | 52.46 | 6.06  | Q     |
| 4    | 1     | Sakura Yosozumi      | Japon           | 42.50 | 45.93 | 45.98 | Q     |
| 5    | 4     | Bryce Wettstein      | États-Unis      | 44.50 | 2.70  | 40.03 | Q     |
| 6    | 4     | Poppy Olsen          | Australie       | 44.03 | 38.04 | 34.37 | Q     |
| 7    | 3     | Yndiara Asp          | Brésil          | 43.23 | 6.64  | 21.84 | Q     |
| 8    | 1     | Dora Varella         | Brésil          | 31.53 | 41.59 | 13.86 | Q     |
| 9    | 1     | Lilly Stoephasius    | Allemagne       | 38.37 | 24.33 | 10.07 |       |
| 10   | 4     | Isadora Pacheco      | Brésil          | 36.71 | 2.13  | 37.08 |       |
| 11   | 2     | Jordyn Barratt       | États-Unis      | 35.22 | 19.34 | 23.44 |       |
| 12   | 2     | Brighton Zeuner      | États-Unis      | 31.21 | 33.25 | 34.06 |       |
| 13   | 3     | Madeleine Larcheron  | France          | 32.34 | 26.42 | 32.15 |       |
| 14   | 2     | Lizzie Armanto       | Finlande        | 24.26 | 22.76 | 30.01 |       |
| 15   | 4     | Zhang Xin            | Chine           | 23.25 | 23.03 | 28.16 |       |
| 16   | 3     | Julia Benedetti      | Espagne         | 27.76 | 27.50 | 22.31 |       |
| 17   | 3     | Amelia Brodka        | Pologne         | 6.00  | 20.17 | 18.20 |       |
| 18   | 1     | Bombette Martin      | Grande-Bretagne | 14.40 | 16.21 | 14.31 |       |
| 19   | 1     | Josefina Tapia Varas | Chili           | 9.73  | 3.12  | 9.72  |       |
| 20   | 2     | Melissa Williams     | Afrique du Sud  | 7.93  | 5.69  | 8.30  |       |

### Finale
Yuto Horigome remporte l'épreuve du park féminin.
| Rang | Skateuse        | Nation          | Run   | Run   | Run   | Notes |
| Rang | Skateuse        | Nation          | 1     | 2     | 3     | Notes |
| ---- | --------------- | --------------- | ----- | ----- | ----- | ----- |
| 1    | Sakura Yosozumi | Japon           | 60.09 | 32.20 | 50.04 |       |
| 2    | Kokona Hiraki   | Japon           | 58.05 | 59.04 | 5.70  |       |
| 3    | Sky Brown       | Grande-Bretagne | 47.53 | 47.37 | 56.47 |       |
| 4    | Misugu Okamoto  | Japon           | 20.68 | 53.58 | 51.99 |       |
| 5    | Poppy Olsen     | Australie       | 35.20 | 46.04 | 39.28 |       |
| 6    | Bryce Wettstein | États-Unis      | 44.50 | 17.96 | 16.21 |       |
| 7    | Dora Varella    | Brésil          | 40.42 | 6.18  | 38.54 |       |
| 8    | Yndiara Asp     | Brésil          | 37.34 | 7.14  | 7.04  |       |